# Егінан
Егінан (Айгінон) (лат. Aighinan; д/н — 636) — герцог Васконі в 626—627 і 636—638 роках.

## Життєпис
Був саксом з поселення з Арморики (сучасна Нормандія), куди його предки були переселенні після поразок від франків. 624 року придушив повстання єпископів Еоза, Палладія й Сидока, які підбурювали васконів до повстання. У 626 році після смерті Женіала призначається герцогом Васконії. У 627 році внаслідок повстання васконів вимушений був тікати до короля Хлотаря II. Васкони обрали своїм герцогом Аманда.
У 635 році Егінан долучився до війська, яке зібрав король Дагоберт I, яке доручив референдарію Хадоїну. У запеклих битвах васкони зазнали нищівної поразки, яких франки примусили відступити до гір. 636 року васконські вожді підкорилися Дагоберту I, визнавши герцогом Егінана. Помер Егінан у 638 році, до кінця життя придушуючи повстання васконів.

## Родина
- Гізела, донька Харіберта II, короля Аквітанії
- донька, дружина Аманда, герцога Васконії
- Боггіс, герцог Аквітанії